# Рігоберта Менчу
Рігоберта Менчу Тум (ісп. Rigoberta Menchú Tum; нар. 9 січня 1959, Кіче, Гватемала) — гватемальська громадська й політична діячка, автобіографістка індіанського походження, активістка за права корінного населення Америки і припинення громадянської війни. Лауреатка Нобелівської премії миру 1992 р. — «як борчиня за права людини, особливо корінного населення Америки». Амбасадорка доброї волі ЮНЕСКО.

## Біографія
Отримала початкову освіту в декількох католицьких школах. По закінченні школи стала активною учасницею кампаній проти порушень прав людини, здійснених ґватемальськими військами в ході громадянської війни 1960—1996 рр. У 1981 році втекла до Мексики. 
У 1982 р. випустила автобіографію «Мене звуть Рігоберта Менчу. Як народилася моя совість» (ісп. Me llamo Rigoberta Menchú y así me nació la conciencia), яка була складена із її інтерв'ю. Редакторкою-укладачкою книги була антропологиня і журналістка венесуельського походження Елісабет Бургос. Книга була перекладена англійською під назвою «I, Rigoberta Menchú» і принесла успіх авторці.
У 1991 р. Менчу брала участь у підготовці Декларації ООН про права корінних народів. Її найближчим помічником став Сесар Монтес.
До складу міжнародної юридичної групи, яка представляла інтереси жертв геноциду та інших злочинів проти людства в їхній справі про екстрадицію в Національному суді Іспанії, включаючи Рігоберту Менчу, входила, серед інших, гватемальська юристка та активістка Рената Авіла Пінто.